# 蕁麻蛺蝶
蕁麻蛺蝶（Aglais urticae），是一種色彩鮮艷的蝴蝶，分佈在歐洲的溫帶。牠們亦有在紐約出現，但估計是人為因素。

## 特徵
蕁麻蛺蝶的顏色鮮艷，身體深色，翅膀呈紅色及黃色，在近後邊有一列藍點。翅膀底很沉色，停下時可以將自己隱藏。當受到威脅時，牠們會立即展開翅膀，展現出鮮艷的顏色，能有效地嚇走雛鳥等掠食者。牠們的幼蟲主要吃蕁麻。

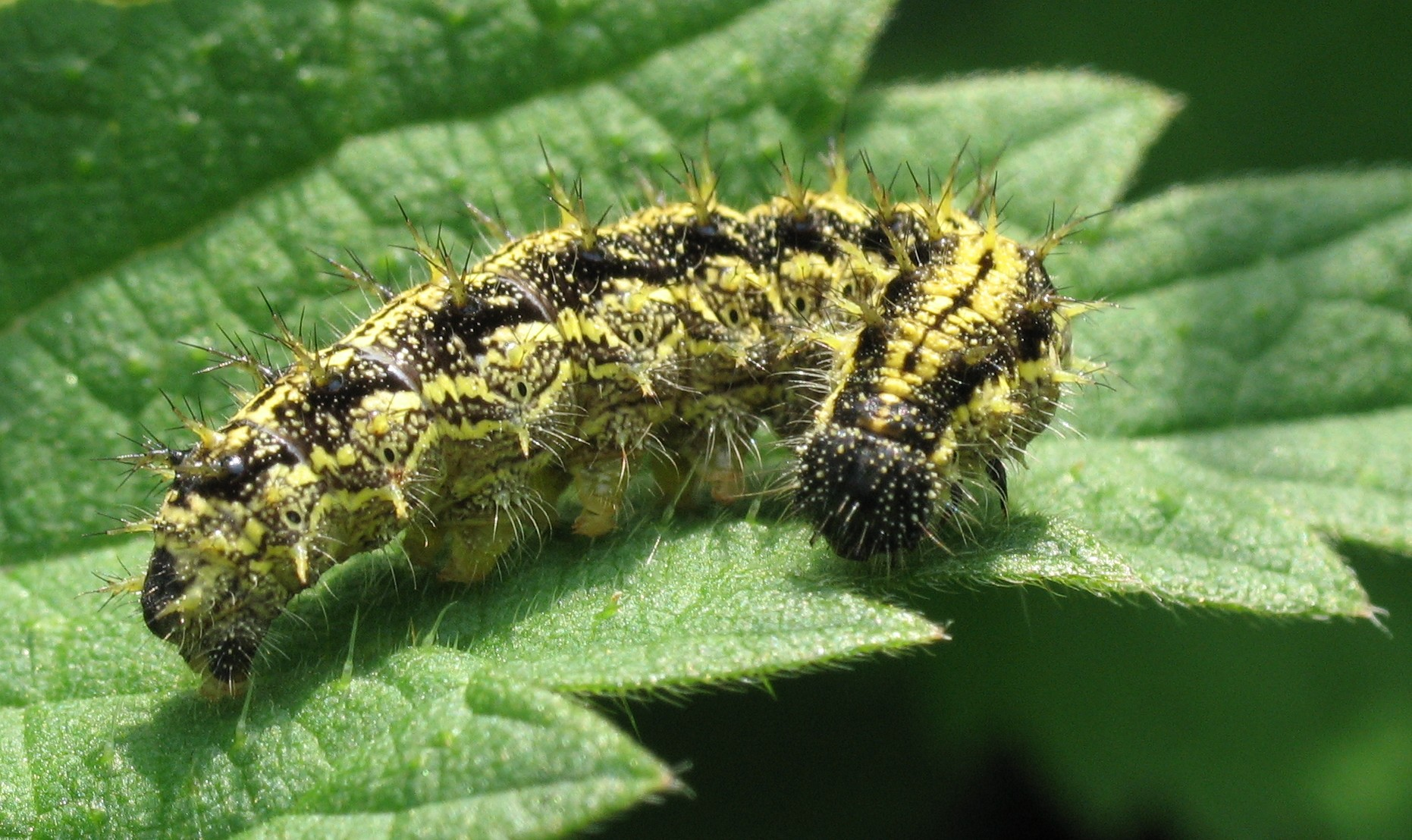
蕁麻蛺蝶的幼蟲
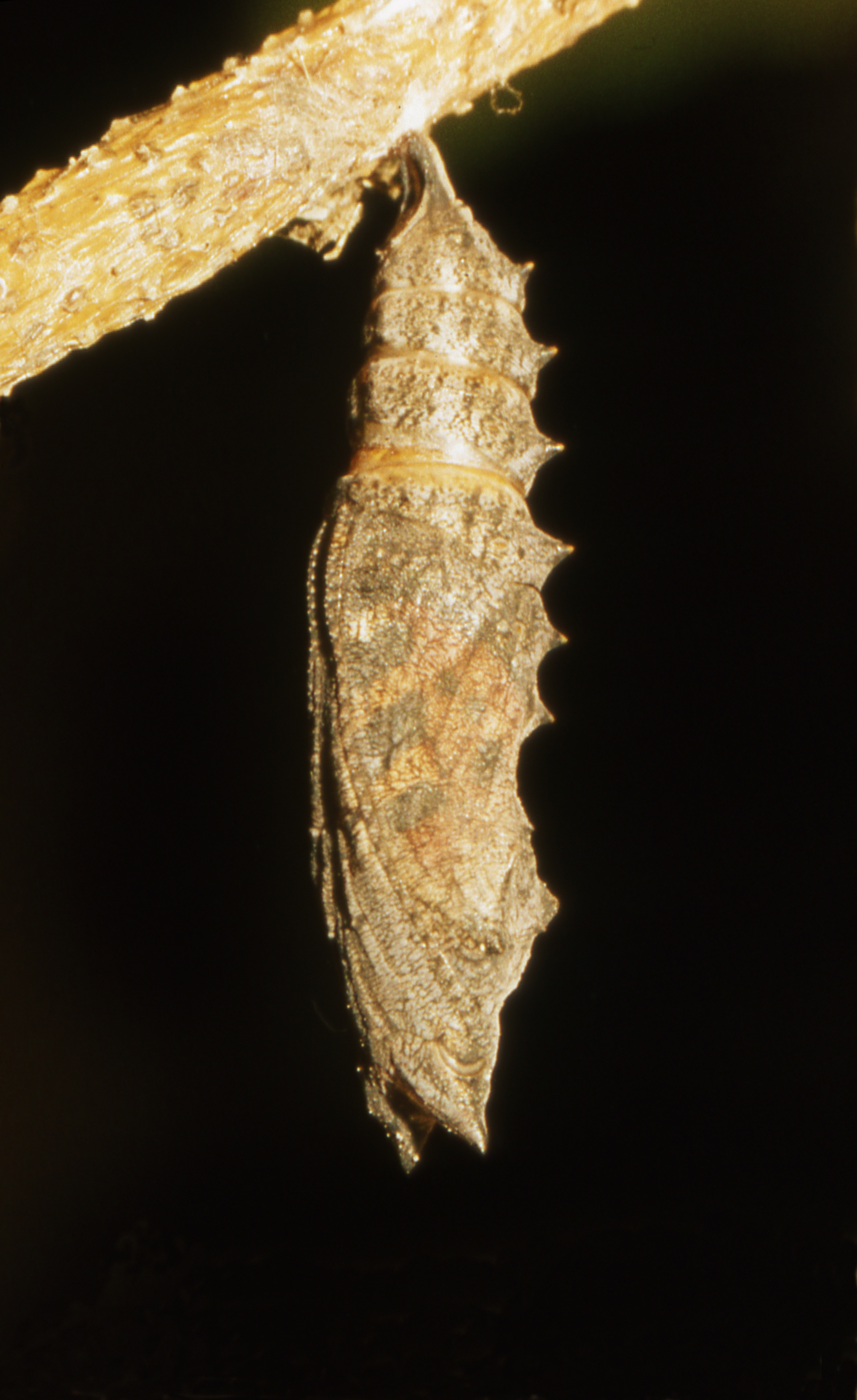
蕁麻蛺蝶的蛹
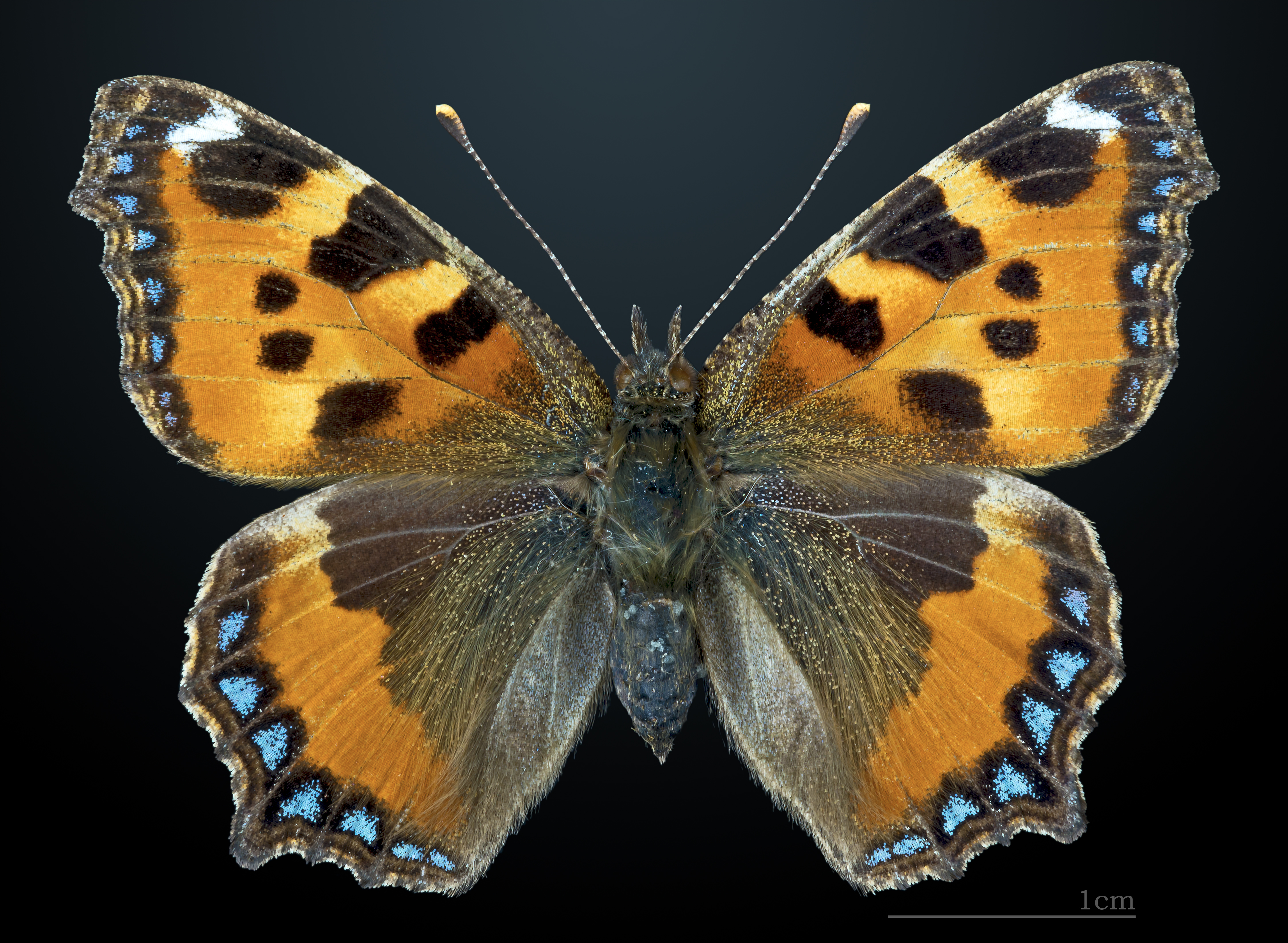
Aglais urticae
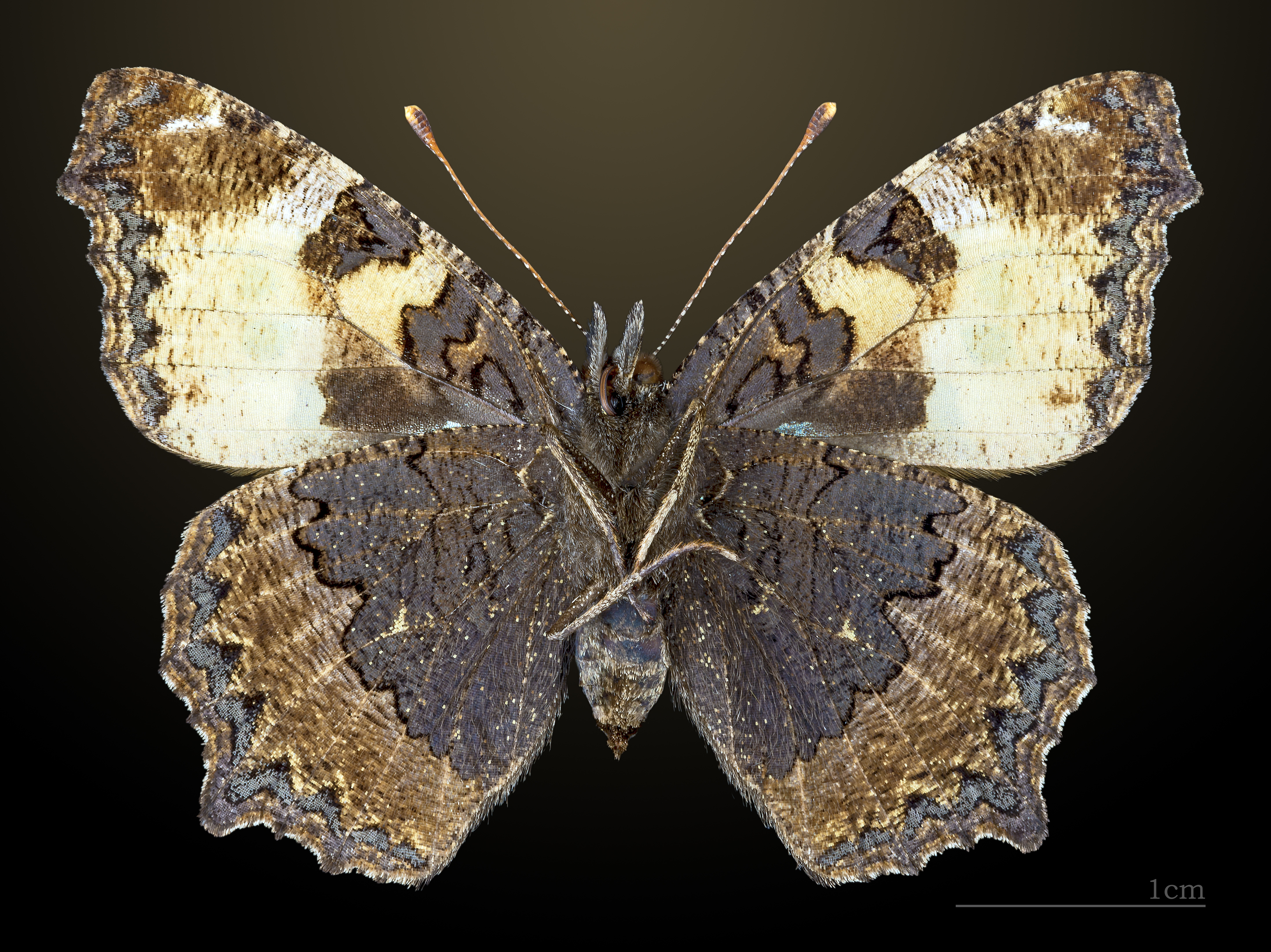
△ Aglais urticae

## 分佈
蕁麻蛺蝶很多時會在花園中出沒。牠們在英國及愛爾蘭大部份地區的數量都很豐富，但每年的數量則不同。牠們的數量在特定的季節會與普通黃胡蜂的數量有關，因為普通黃胡蜂是吃蕁麻蛺蝶蛹的。